# André Litaise
André Litaise, né le 3 juillet 1901 à Collonges (Ain) et mort le 5 juin 1985 à Paris (14e arrondissement), est un homme politique français.

## Détail des fonctions et des mandats
Mandat parlementaire
- 7 novembre 1948 - 19 juin 1955 : Sénateur de l'Ain